# Dietmar Demuth
Dietmar Demuth (Querfurt, 14 gennaio 1955) è un allenatore di calcio ed ex calciatore tedesco, di ruolo difensore.

## Palmarès

### Allenatore
- Fußball-Regionalliga: 1

Babelsberg: 2009-2010 (girone nord)